# Хришћански тероризам
Хришћански тероризам обухвата терористичке акте од стране група или појединаца који наводе хришћанске мотиве и циљеве за своје поступке. Као и код других облика верског тероризма, хришћански терористи се ослањају на буквално тумачење начела вере, у овом случају Библије. Такве групе користе Стари и Нови завет да оправдају насиље и убијање. Некима је циљ да својим акцијама доведу до „краја света“, који је описан у Новом завету, док други желе да уведу хришћанску теократију.

## Мотиви, идеологија и теологија
Многи појединци и групе који су одговорни за претње и бомбашке нападе на клинике за абортус, и убиства доктора који врше абортус, као разлог за своје акције наводе ставове Хришћанства о абортусу.

### Организација „Хришћански идентитет“
Организација „Хришћански идентитет“ је лабаво повезана глобална група цркава и појединаца посвећених расној теологији која тврди да су белци у северној Европи директни потомци изгубљених племена Израела, изабраног Божијег народа. Овај покрет је повезан са групама као што су Аријевске нације, Аријевска републиканска армија, Војска Бога, Пакт, мач и рука Господња и друге. Покрет је извршио утицај на велики број терористичких напада широм света, укључујући и Бомбашки напад у Совету 2002. године.